# 4455 Ruriko
4455 Ruriko este un asteroid din centura principală, descoperit pe 2 decembrie 1988 de Seiji Ueda și Hiroshi Kaneda.